# Goessel, Kansas
Goessel, Kansas (енгл. Goessel) град је у америчкој савезној држави Канзас.

## Демографија
По попису из 2010. године број становника је 539, што је 26 (-4,6%) становника мање него 2000. године.
| Група             | 2000.       | 2010.       |
| Белци             | 550 (97,3%) | 516 (95,7%) |
| Афроамериканци    | 0 (0,0%)    | 1 (0,2%)    |
| Азијати           | 0 (0,0%)    | 0 (0,0%)    |
| Хиспаноамериканци | 4 (0,7%)    | 11 (2,0%)   |
| Укупно            | 565         | 539         |